# Éurito (molión)
En la mitología griega, Éurito (en griego Εὔρυτος) era un general eleo primo de otro Éurito. 
El primero y su gemelo Ctéato eran llamados los moliones o moliónidas, por el nombre de su madre: Molíone. Según unas versiones ambos hermanos eran hijos de Áctor, el rey de Élide; según otras, de Poseidón.
Éurito estaba unido a su hermano por la cintura, y ambos participaron en múltiples hazañas como la caza del jabalí de Calidón, o la batalla contra el ejército reclutado por Heracles, que atacó Élide en respuesta a la ofensa del rey Augías. Los moliones no pudieron ser vencidos en batalla por el héroe, que finalmente consiguió matarlos, pero a través de una emboscada. Éurito se casó con Teréfone, una hija del rey Dexámeno de Óleno, y con ella tuvo a Talpio, participante en la guerra de Troya.